# 1412
1412 (MCDXII) je bilo prestopno leto, ki se je po julijanskem koledarju začelo na petek.

## Dogodki
- 1. januar

## Rojstva
- Abulhajr kan, vladar Uzbeškega kanata  († 1468)

## Smrti
- 1. april - Albert Mecklenburški, švedski kralj mecklenburški vojvoda (* okoli 1338)
- 6. avgust - Margareta iz Drača, neapeljska kraljica in regentinja, madžarska kraljica (* 1347)
- 28. oktober - Margareta I., danska kraljica in regentka, švedska, norveška kraljica (* 1353)

Neznan datum
- Johannes Ciconia, flamski skladatelj (* 1370)